# Ingeborg Markgraf-Dannenberg
Ingeborg Markgraf-Dannenberg (18 de marzo de 1911-22 de marzo de 1996 ) fue una naturalista, profesora, y botánica suiza; que trabajó académicamente en el "Instituto de Botánica Sistemática de la Universidad de Zúrich". Se especializó en agrostología, con énfasis en el genus Festuca.

## Algunas publicaciones
- 1952. Die auf der I.P.E. in Spanien beobachteten Vertreter der Gattung Festuca

- 1969. Die systematische Zugehörigkeit von Festuca kilimanjarica Hedberg (La posición taxonómica de Festuca kilimanjarica Hedberg). Willdenowia 5 ( 2 , marzo de 1969): 271-278

- 1981. The Genus Festuca (Gramineae) in Turkey: New Taxa and New Names. Willdenowia 11 ( 2 , 30 de diciembre de 1981) : 201-210

## Honores

### Epónimos
- (Poaceae) Festuca markgrafiae Veldkamp[3]